# Prophecy
「Prophecy」（日语：プロフェシー）是川田真美的第8張單曲。2009年11月18日由Geneon Universal Entertainment Japan, LLC.發售。

## 概要
除去2009年6月24日發售的『L'Oiseau bleu』，與更前張單曲masterpiece共相隔了九個月。主題曲「Prophecy」的英文意思是「預言」。初回限定盤(GNCV-0007)附「Prophecy」的PVDVD。

## 收錄曲
1. Prophecy [4:52] 
作詞：川田真美／作曲・編曲：中澤伴行、尾崎武士
  - OVA『灼眼的夏娜S』主題曲
2. a frame [4:09] 
作詞：川田真美／作曲・編曲：中澤伴行、尾崎武士
3. Prophecy（Instrumental）
4. a frame（Instrumental）

## 註解
1. ↑  L'Oiseau bleu為川田真美與KOTOKO共著之單曲，並非川田真美的單人單曲（但最主要還是以川田真美為主）

## 外部連結
- GENEON UNIVERSAL ENTERTAINMENT
- 川田真美 Official Website
- 川田真美 GENEON OFFICIAL WEB SITE
- 電視動畫「灼眼的夏娜」官方網站（页面存档备份，存于）